# روبرت س. ميكلسون
روبرت س. ميكلسون (بالإنجليزية: Robert C. Michelson) هو مخترِع ومهندس أمريكي، ولد في 1951 في واشنطن العاصمة في الولايات المتحدة.